# Servantes de la Passion
Les Servantes de la Passion (en latin : Congregatio Servarum a Passione) sont une congrégation religieuse féminine sociosanitaire de droit pontifical. Elles font partie de la famille passioniste.

## Histoire
Après son veuvage, Thérèse Gallifa Palmarola fonde une maison en 1886 où elle accueille des jeunes femmes enceintes qui risquent d'avorter ou seraient obligées de le faire. Avec le soutien et l'approbation de l'évêque de Vich, Thérèse continue son œuvre et sur les conseils du prélat lui-même, la fondatrice déménage à Barcelone en 1891. Le 8 décembre 1894, Thérèse et deux compagnes prononcent des vœux religieux privés.
En 1903, le cardinal Casañas approuve la communauté mais comme association de fidèles, il refuse de le reconnaître comme un institut de vie consacrée et interdit à ses membres de prendre l'habit religieux ou de prononcer des vœux religieux publics. L'année suivante, le cardinal les autorise à faire une promesse de persévérance en remplacement des vœux. En effet, à l'époque, la loi espagnole ne permet pas à une femme célibataire d'exercer le métier de sage-femme, il faut être mariée ou veuve. C'est donc encore plus compliqué et impensable pour une religieuse. 
L'institut est reconnu de droit diocésain en 1926et de droit pontifical en 1983.

## Activités et diffusion
Les servantes de la Passion gèrent des foyers pour la prise en charge des femmes enceintes, des crèches et des centres nutritionnels. Elles apportent leur assistance dans les hôpitaux et les cliniques et à l'éducation chrétienne des enfants et des jeunes.
Elles sont présentes en Espagne, au Cameroun et au Mexique.
La maison-mère est à Barcelone.
En 2017, la congrégation comptait 81 sœurs dans 14 maisons.